# Dominic Leone
Dominic Joseph Leone (né le 26 octobre 1991 à Norwich, Connecticut, États-Unis) est un lanceur de relève droitier des White Sox de Chicago de la Ligue majeure de baseball.

## Carrière
Joueur des Tigers de l'Université de Clemson, Dominic Leone est repêché en 16e ronde par les Mariners de Seattle en 2012. Il fait ses débuts dans le baseball majeur avec ce club le 6 avril 2014.
Brillant dans l'enclos de relève à sa première campagne dans les majeures, Leone maintient une moyenne de points mérités de 2,17 avec 70 retraits sur des prises en 66 manches et un tiers lancées. En 57 matchs, il remporte 8 victoires contre deux défaites.
En 67 matchs au total pour Seattle en 2014 et 2015, Leone affiche une moyenne de 2,78 points mérités accordés par partie, avec 8 victoires, 6 défaites et 77 retraits sur des prises en 77 manches et deux tiers lancées.
Le 3 juin 2015, les Mariners transfèrent Leone, le receveur Welington Castillo et deux joueurs des ligues mineures (le voltigeur Gabby Guerrero et l'arrêt-court Jack Reinheimer) aux Diamondbacks de l'Arizona en échange du voltigeur Mark Trumbo et du lanceur gaucher Vidal Nuño.
Inefficace avec une moyenne de points mérités de 7,34 en 30 manches et deux tiers lancées au total pour Arizona en 2015 et 2016, Leone est le 18 novembre 2016 réclamé au ballottage par les Blue Jays de Toronto, avec qui il évolue en 2017.
Avec le lanceur droitier Conner Greene, Leone est le 19 janvier 2018 échangé des Blue Jays aux Cardinals de Saint-Louis contre le joueur de champ extérieur Randal Grichuk.